# Belleau (Aisne)
Belleau es una comuna francesa, situada en el departamento de Aisne, de la región de Alta Francia.

## Geografía
Está situada en el valle del río Marne, a 8 km al este de Château-Thierry, al sur del departamento.

## Historia
En junio de 1918, la batalla del bosque de Belleau se produjo cerca del pueblo durante la Primera Guerra Mundial.

## Demografía
| 126 | 117 | 109 | 119 | 134 | 135 | 132 | 138 |
| Para los censos de 1962 a 1999 la población legal corresponde a la población sin duplicidades (Fuente: INSEE [Consultar]) |     |     |     |     |     |     |     |